# Aeromot AMT-200 Super Ximango
L'Aeromot AMT-200 Super Ximango è un motoaliante sviluppato dall'azienda aeronautica brasiliana Aeromot.
Derivato direttamente dal similare AMT-100 Ximango, dal quale si differenzia per l'adozione di un motore Rotax 912, è destinato sia al mercato dell'aviazione generale che a quello militare, in quest'ultimo adottato dalle forze aeree della Repubblica Dominicana e degli Stati Uniti d'America nel ruolo di aereo da addestramento.

## Tecnica
L'AMT-200 Super Ximango e un velivolo leggero realizzato in fibra di vetro. La fusoliera incorpora una cabina di pilotaggio a due posti affiancati e termina posteriormente in un impennaggio "a T", ovvero con l'elemento orizzontale posto sopra alla deriva.
La configurazione alare è caratterizzata da un'ala a sbalzo e posizionata bassa sulla fusoliera, con le due semiali ripiegabili all'indietro per agevolare le operazioni di trasporto e rimessaggio.
Il carrello d'atterraggio è un triciclo classico posteriore, dotato di due elementi anteriori completamente retrattili posizionati sotto l'ala integrati da un ruotino posto sotto la coda.
La propulsione è affidata ad un motore Rotax 912, un 4 cilindri contrapposti raffreddati a liquido, che a seconda della versione eroga una potenza dagli 80 ai 100 CV ed è abbinato ad un'elica a passo fisso o variabile.

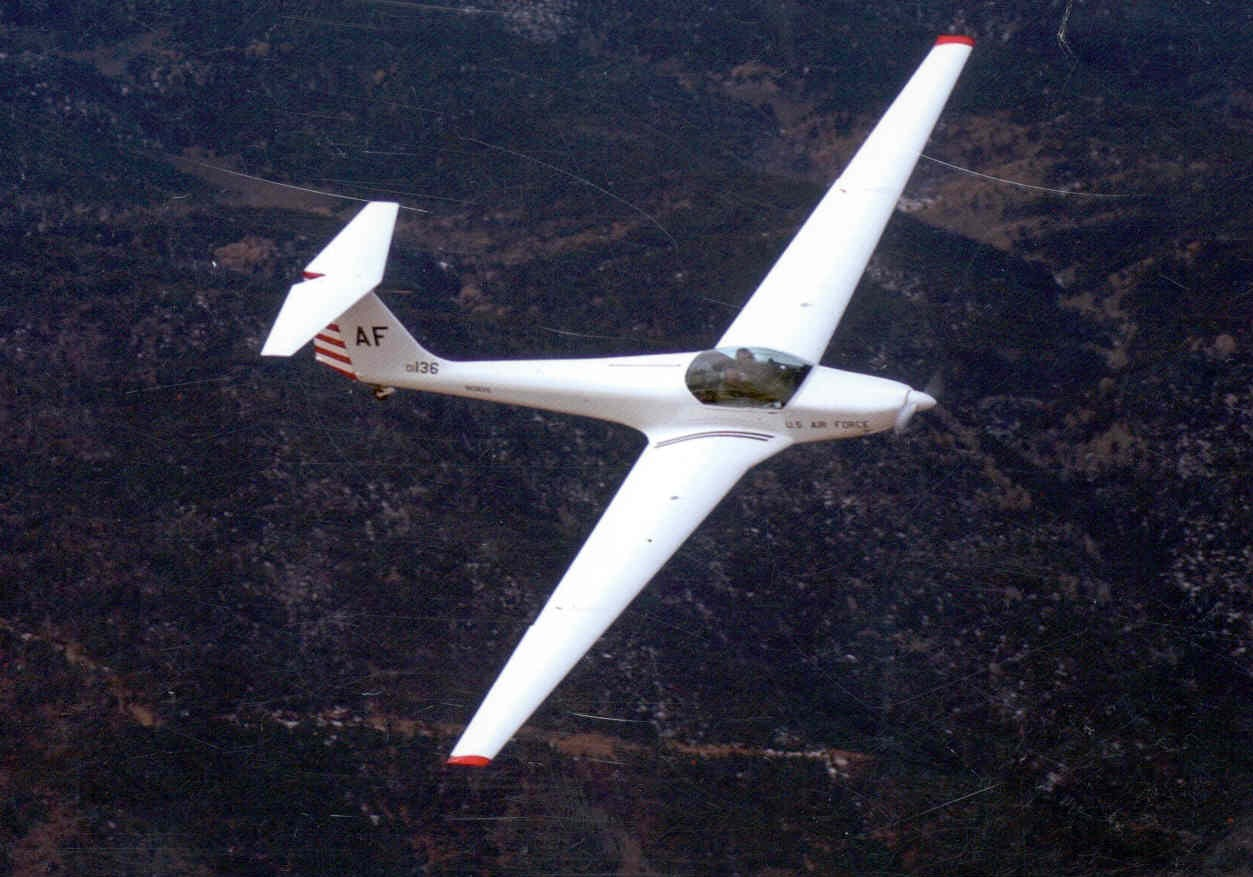
Un AMT-200 (TG-14A) della United States Air Force.

## Versioni
AMT-200
versione equipaggiata con un motore Rotax 912A.
AMT-200S
versione equipaggiata con un motore Rotax 912S4.
AMT-200SO
versione da ricognizione del AMT-200S.

## Utilizzatori

### Militari
Brasile
- Polizia militare dello stato del Paranà

utilizzato in operazioni di pattugliamento di pubblica sicurezza e operazioni ambientali.
 Rep. Dominicana
- Fuerza Aérea Dominicana

2 AMT-200S in servizio all'ottobre 2019.
 Stati Uniti
- United States Air Force

utilizzato dalla United States Air Force Academy con la designazione TG-14.